# Reprezentacja Malty w piłce wodnej kobiet
Reprezentacja Malty w piłce wodnej kobiet – zespół, biorący udział w imieniu Malty w meczach i sportowych imprezach międzynarodowych w piłce wodnej, powoływany przez selekcjonera, w którym mogą występować wyłącznie zawodnicy posiadający obywatelstwo maltańskie. Za jej funkcjonowanie odpowiedzialny jest Maltański Związek Pływacki (ASAM), który jest członkiem Międzynarodowej Federacji Pływackiej.